# غابات المرتفعات الصحراوية الشرقية الجافة
غابات المرتفعات الصحراوية الشرقية الجافة هي منطقة بيئية حددها الصندوق العالمي للطبيعة، وتقع في وسط إفريقيا، وتضم مجموعة من المرتفعات الجبلية القائمة في وسط منطقة ضخمة من السافانا التي تتواجد على حافة الصحراء الكبرى بالقرب من المنطقة الاستوائية الأفريقية. تغطي منطقة غابات المرتفعات الصحراوية الشرقية الجافة أجزاء من تشاد والسودان.

## الموقع والوصف

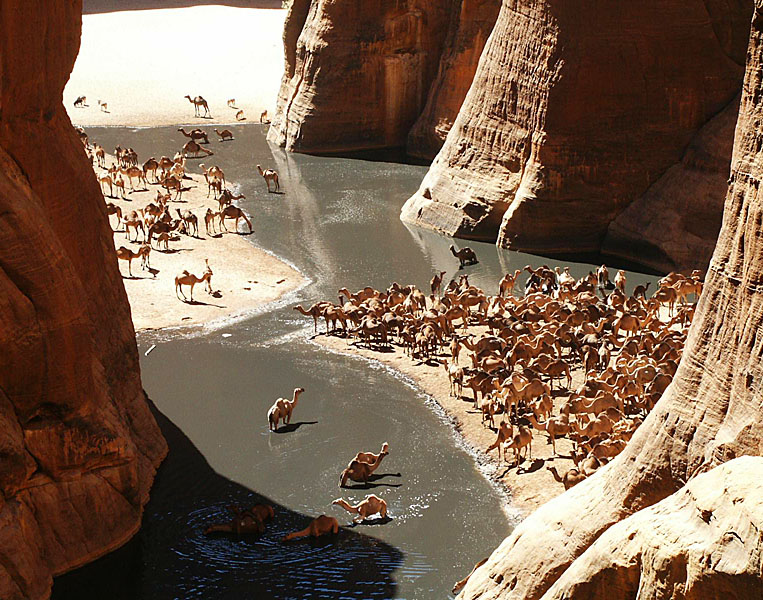
غابات المرتفعات الصحراوية الشرقية الجافة

تغطي منطقة غابات المرتفعات الصحراوية الشرقية الجافة البيئية المرتفعات العليا لهضبة إنيدي ومرتفعات أوداي الواقعة في شرق تشاد، بالإضافة إلى منطقة جبل مرة البركاني الخامد الواقع في دارفور غرب السودان. ترتفع هذه السلاسل الجبلية فوق سهول الأكاسيا الساحلية شبه الصحراوية الواقعة على الحافة الجنوبية للصحراء الكبرى. تغطي المنطقة البيئية مساحة 27,900 كيلومتر مربع (10,800 ميل مربع)، وتهطل الأمطار الصيفية على المنطقة بشكل غير منتظم، ويزداد هطولها في تشاد عنه في جبل مرة. أدرجت منظمة اليونسكو جبل مرة، بفضل مناظره الصخرية الاستثنائية، ضمن قائمة مواقع التراث العالمي عام 2016. يصل ارتفاع جبل مرة، ذو الأصل البركاني، إلى أكثر من 3000 متر، ويضم بحيرتين بركانيتين.

## المناخ
يمتد موسم الأمطار في منطقة غابات المرتفعات الصحراوية الشرقية الجافة في الفترة ما بين أبريل (نيسان) وسبتمبر (أيلول) حيث تهطل الأمطار الصيفية على المنطقة بشكل غير منتظم، ويزداد هطولها في تشاد عنه في جبل مرة. في تشاد، يتراوح متوسط درجات الحرارة بين 20 و30 درجة مئوية في منطقة إريبا الواقعة على ارتفاع 1000 متر، مع معدل هطول أمطار يصل إلى 226 ملم من الأمطار، وقد بلغ متوسط هطول الأمطار في مدينة فادا الواقعة على حافة نهر إنيدي، 71.7 ملم خلال الفترة ما بين عامي 1935 و1949؛ حيث تقع عند أقصى حدود الرياح الموسمية الاستوائية الصيفية مع تقلبات سنوية حادة، على حين يصل معدل هطول الأمطار عند قمة جبل مرة إلى 1000 ملم سنويًا.

## البيئة

### النباتات
تُعد جبال إنيدي وجبل مرة  في منطقة غابات المرتفعات الصحراوية الشرقية الجافة موطنًا لعدد قليل من الأنواع النباتية المتوطنة المميزة لحزام الساحل، والتي توجد إما في العديد من هذه السلاسل أو في واحدة منها فقط، مثل النباتات الخثرية، وعشب الثمام، ونبات التنوم المزهر، وأعشاب الستينوبتيرا الفرسيتية، والنيلة، والحويرة. ويضم جبل مرة المجموعة الوحيدة المتبقية من أشجار زيتون لابيرين، والذي يُعدّ واحدًا من بقايا أشجار زيتون البحر الأبيض المتوسط، كما يضم جبل مرة أيضًا نبات الخلنج الفريد من نوعه.
يضم جبل مرة عددًا قليلًا من السكان الذين يعيشون على الزراعة ويزرعون بساتين النخيل. تسمح الأمطار الغزيرة في الوديان بنمو نباتات السافانا المغطاة بالأشجار، مثل البتولا الأفريقي، والكومبريتاسي، والتمر الهندي، والميليفيرا السنغالية، واللايتا السنغالية، والسنغالية الجنوبية، والبلانيتس إيجيبتياكا، والدلبرجيا ميلانوكسيلون. أما المنحدر الغربي، والذي يتكون من أرصفة صحراوية متدهورة، فلا يحتوي إلا على نباتات متفرقة جدًا، والتي تقلّ أكثر على المنحدر الشمالي، بينما يُعدّ المنحدر الجنوبي موطنًا لبضع أنواع من النباتات السودانو-ساحلية والنباتات السفوناوية.

### الحيوانات
تُعدّ مياه الجداول الجبلية الموجودة في منطقة غابات المرتفعات الصحراوية الشرقية الجافة موطنًا هامًا للحياة البرية حيث توجد عدة أنواع من الظباء المهددة بالانقراض، مثل المها العربي ومهاة أبو عدس، وغزال المهر، وغزال دوركاس، والغزال أحمر الجبهة تعيش إلى جانب أنواع أخرى من الثدييات مثل ثعلب روبل، والوبر، والقط البري الأفريقي، والوشق، وابن آوى الذهبي. وتشمل الأنواع المتوطنة في منطقة غابات المرتفعات الصحراوية الشرقية الجافة جرذ الأدغال القاحل الذي يعيش في منطقة جبل مرة.
سمح وجود مسطحات مائية دائمة نادرة في غابات المرتفعات الصحراوية الشرقية الجافة باستمرار وجود مجموعات من الحيوانات البحرية للعالم القديم منذ زمن كانت فيه هذه المسطحات المائية متصلة بأحواض الأنهار العابرة للصحراء الكبرى. ففي مرتفعات تيبستي وإنيدي يشيع حوالي عشرة أنواع مائية من بينها سمك باربوس ماكروبس، ونوعان من جنس أسماك اللبيس، ونوعين من الأسماك البلطية، وسمك القرموط الأفريقي. وفي منطقة غيلتا دارشي الواقعة في جبال إنيدي، لا تزال هناك مجموعة معزولة تمامًا من تماسيح الصحراء، يُقدّر تعدادها بحوالي عشرة أفراد.

### الطيور
توفر الينابيع والواحات الموجودة في منطقة غابات المرتفعات الصحراوية الشرقية الجافة مياهًا عذبة للعديد من أنواع الطيور الدائمة والمهاجرة مثل الباربيت اللؤلؤي، والقطا المتوج، والقطا المخطط، وطائر السبد الصحراوي، وقنبرة الصحراء الموشمة الذنب، كما تُعدّ الجبال في منطقة غابات المرتفعات الصحراوية الشرقية الجافة موطنًا لأنواع من طيور أوراسيا وأفريقيا مثل الحبارى متوسطة القد، والحباري العربي، والنسر الرمادي والزرزور أحمر البطن، وتشمل الأنواع المهددة بالانقراض في المنطقة طيورًا مثل النسر المصري، والنسر الأذون.

## التهديدات والحماية
كانت منطقة جبل مرة مأهولة بالسكان منذ العصور القديمة، وعلى الرغم من أن مناطق وديان الجبال شديدة الانحدار ظلت غير مأهولة بالسكان وغير مُضطربة في الغالب، إلا أن الموائل الواقعة على المنحدرات الأكثر سهولة في الوصول قد تأثرت بالأنشطة البشرية لسكان المنطقة. أما المنطقة البيئية الواقعة في تشاد من غابات المرتفعات الصحراوية الشرقية الجافة فتعتبر قليلة السكان، ويقطنها في الغالب الرعاة الرحل. لكن وبسبب الصراعات الأخيرة في كل من تشاد ودارفور، أصبحت أنشطة الزراعة أقل في المنطقة وبدأت النباتات الأصلية المتوطنة في منطقة غابات المرتفعات الصحراوية الشرقية الجافة تعود إلى حد ما.